# 三原わかほ
三原 わかほ（みはら わかほ、1970年2月14日 - ）は女優。神奈川県出身。身長160cm。血液型はA型。立教大学卒業。所属事務所は、ジョイントオフィス。
劇団東京キッドブラザーズを経て、現在はテレビ・映画・舞台などで幅広く活躍している。

## 主な出演作品

### テレビドラマ
- スアヴィテコレクション(QVC)ファッションアドバイザー役
- 大河ドラマ風林火山第8話(NHK、2007年)　平賀夫人役
- 侍戦隊シンケンジャー(テレビ朝日、2009年) 母親役
- そこをなんとか 第8話(NHK BSプレミアム、2012年)　関根銘子(写真)役

### 映画
- どぜうの味
- スピカ
- 風の記憶
- 線香花火が落ちる前に　（真弓役）
- 家族X
- 海と月とミツキ
- ごあいさつ
- 夫婦
- 小谷さん家のペコちゃん
- 烏の巣
- ジャングルスピリット
- Do you know what your daughter is doing

### 舞台
- 刺をなくした時計
- Good Bye TV
- 糸地獄
- 熱く激しく冷たいそんなピエロ達
- もう朝はこない
- 石に泳ぐ魚

### CM
- 日本生命スカイセレクト「ふたりのボディガード篇」